# 167 (число)
Вижте пояснителната страница за други значения на 167.
167 (сто шестдесет и седем) е просто, естествено, цяло число, следващо 166 и предхождащо 168.
Сто шестдесет и седем с арабски цифри се записва „167“, а с римски цифри – „CLXVII“. 167 е на 39-о място в реда на простите числа (след 163 и преди 173). Числото 167 е съставено от три цифри от позиционните бройни системи – 1 (едно), 6 (шест), 7 (седем).

## Общи сведения
- 167 е нечетно число.
- 167-ият ден от годината е 16 юни.
- 167 е година от Новата ера.